# Earth (album)
Earth este unul dintre primele albume ale lui Vangelis, lansat în anul 1973, un prim exemplu de rock progresiv al timpului. Este ultimul album compus de Vangelis în Paris, înainte de a se muta la Londra. Albumul a fost lansat pe compact disc abia în anul 1996, în Grecia.

## Listă piese
1. "Come on"  – 2:09
2. "We were all uprooted"  – 6:51
3. "Sunny Earth"  – 6:41
4. "He-O"  – 4:12
5. "Ritual"  – 2:45
6. "Let it Happen"  – 4:19
7. "The City"  – 1:14
8. "My Face in the Rain"  – 4:23
9. "Watch Out"  – 3:02
10. "A Song"  – 3:28

## Informații album
Aranjat, interpretat și produs de Vangelis.

Ingineri sunet: Roger Roche, Didier Pitois, Didier Périer

Înregistrat la studiourile Europa-Sonor studios (Paris)

Fundal vocal: Vangelis și Anargyros Koulouris

Interpret vocal pentru "Come on", "He-o", "Let it happen" și "My face in the rain": Robert Fitoussi

Warren Shapovitch: narație "We are all uprooted" și "A song"